# オモテナシ3兄弟
オモテナシ3兄弟は、秋田県仙北市田沢湖高原温泉郷のゆるキャラで、3人の兄弟のマスコットキャラクター。キャラクターデザインコンテストを開催し、2011年9月30日に132点の応募作品の中から選定された 。

## プロフィール
オモテナシ3兄弟は長男「フカインダー」、長女「イヤスンダー」、末っ子「ヌクインダー」で構成されている。
キャッチフレーズは「深い愛情、優しい気持ち、温かい心で皆さんをおもてなし！この3人の妖精たちが、それぞれの力を結集して田沢湖高原から秋田、東北、日本全土へと元気を発信します。」

### フカインダー
湖の妖精で、田沢湖で生まれたという設定。田沢湖が日本一「深い」ことから名付けられた。
- 特徴：ジャンプ技、ダンスが得意で、一緒に写真を撮るのが好き。

### イヤスンダー
山の妖精で、秋田駒ケ岳から生まれたという設定。「癒やす」から名付けられた。
- 特徴：かわいいポーズが得意。山の妖精ということもあり、噴火できるほどのパワーを秘めている。

### ヌクインダー
温泉の妖精。「温かい」の秋田弁である「ぬくい」から名付けられた。
- 特技：回転技が得意で、変則的な動きをすることがある。時々右と左がわからなくなって、踊りが合わなくなることがある。

## 活動
- オモテナシ3兄弟のお気軽出動隊のステージパフォーマンスコンビ「フカインダー＆土屋パパ」を行っている[3]。
- ゆるキャラグランプリ2012では、初登場で167位となった。2015年には、総合122位となった。
- 毎年2月の第3土曜日・日曜日に開催している田沢湖高原雪まつりで、日曜に開催されるご当地キャラ集合イベントのホスト役として活動している。
- 2012年11月7日 - 9日に神奈川県横浜市の二俣川駅構内で行われた秋田県仙北市の観光・物産展「秋田・せんぼく山の楽市」の開催中、オモテナシ3兄弟のぬいぐるみが盗難の被害に遭う[4]。
- 2014年3月まで、秋田市の「秋田椿台エフエム放送」にて「オモテナシ3兄弟、元気いっぱい！」という番組を配信していた。
- キャラクターの所有は田沢湖高原旅館組合。オモテナシ3兄弟の運営管理はA&K工房（土屋和久）が行っている[5]。
- 各種イベントには主に長男のフカインダーが出演している。